# Saint-Brieuc Armor Agglomération
Saint-Brieuc Armor Agglomération est une communauté d'agglomération française, créée au 1er janvier 2017 et située dans le département des Côtes-d'Armor, en région Bretagne.

## Histoire
La communauté d'agglomération est créée au 1er janvier 2017 par arrêté préfectoral du 5 décembre 2016. Elle est formée par la fusion de quatre intercommunalités − la communauté de communes Centre Armor Puissance 4, la communauté de communes du Sud Goëlo, Quintin Communauté et Saint-Brieuc Agglomération − étendue à Saint-Carreuc, commune issue de la communauté de communes du Pays de Moncontour.
L'intercommunalité fait aussi partie du Pays de Saint-Brieuc au sens de la loi Voynet.

## Territoire communautaire

### Géographie
Située au centre du département des Côtes-d'Armor, l'intercommunalité Saint-Brieuc Armor Agglomération regroupe 32 communes et s'étend sur 600,7 km2.

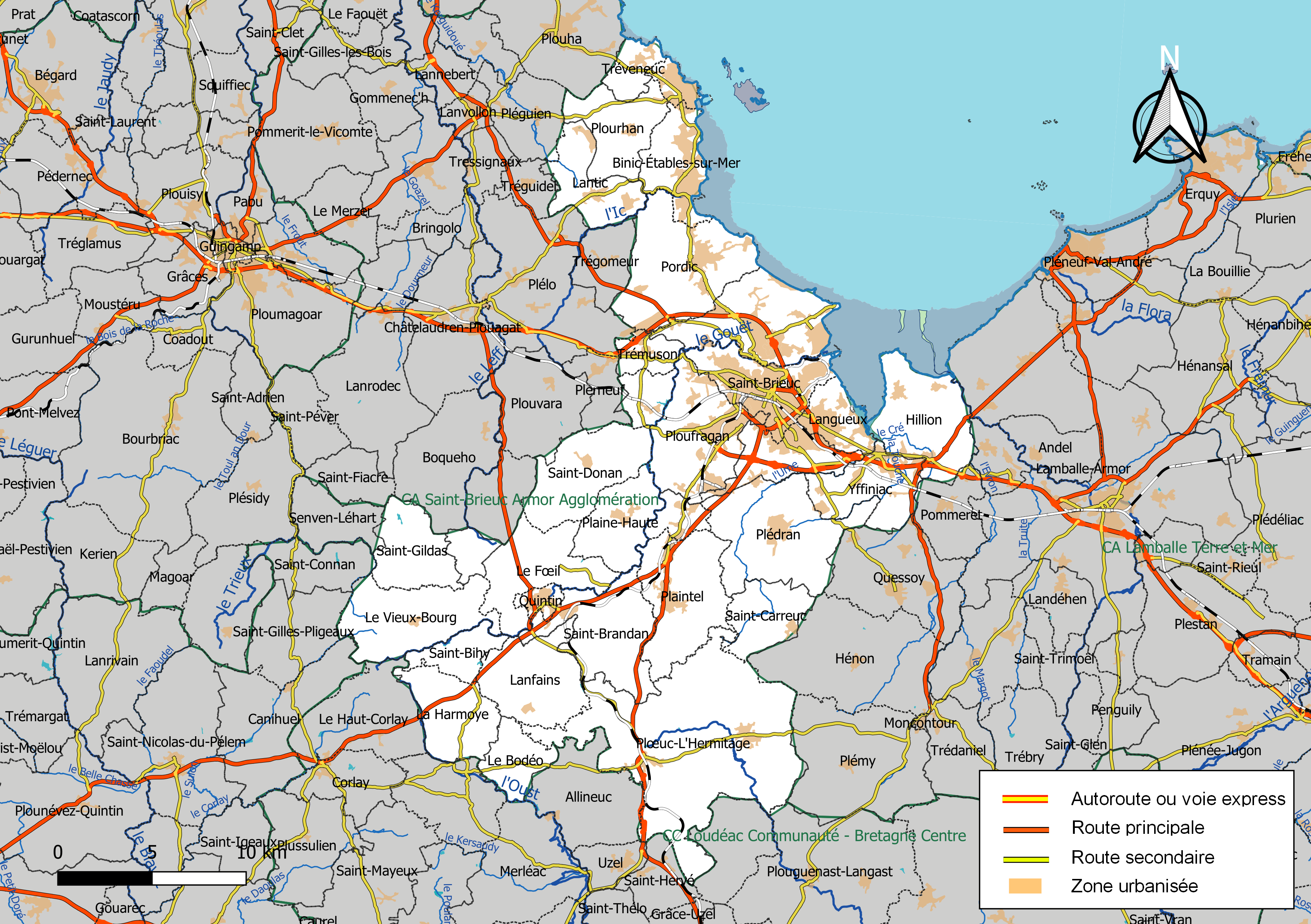
Carte de l'intercommunalité caint-Brieuc Armor Agglomération au 1er janvier 2019.

### Composition

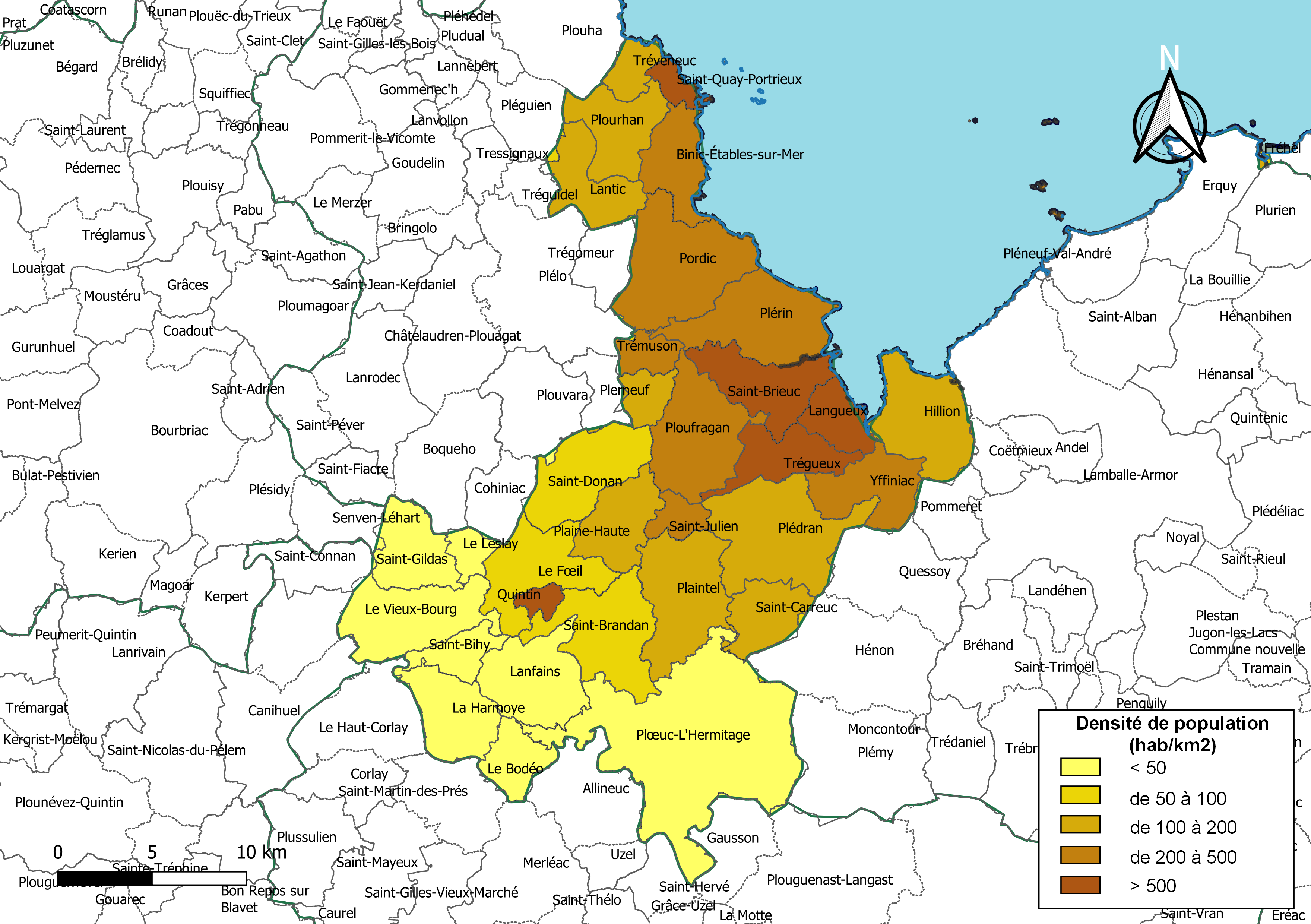
Carte des densités de population (millésimée 2016) des communes de l'intercommunalité Saint-Brieuc Armor Agglomération. Composition en communes au 1er janvier 2019.

La communauté d'agglomération est composée des 32 communes suivantes :

| Nom                   | Code Insee | Gentilé              | Superficie (km2) | Population (dernière pop. légale) | Densité (hab./km2) |
| --------------------- | ---------- | -------------------- | ---------------- | --------------------------------- | ------------------ |
| Saint-Brieuc (siège)  | 22278      | Briochins            | 21,88            | 44 607 (2022)                     | 2 039              |
| Binic-Étables-sur-Mer | 22055      | Binicais et Tagarins | 15,34            | 7 020 (2022)                      | 458                |
| Le Bodéo              | 22009      | Bodéosiens           | 9,97             | 178 (2022)                        | 18                 |
| Le Fœil               | 22059      | Fœillais             | 20,54            | 1 382 (2022)                      | 67                 |
| La Harmoye            | 22073      | Harmoyens            | 17,67            | 379 (2022)                        | 21                 |
| Hillion               | 22081      | Hillionnais          | 24,76            | 4 304 (2022)                      | 174                |
| Lanfains              | 22099      | Lanfinois            | 21,87            | 1 091 (2022)                      | 50                 |
| Langueux              | 22106      | Langueusiens         | 9,1              | 7 947 (2022)                      | 873                |
| Lantic                | 22117      | Lanticais            | 15,81            | 1 799 (2022)                      | 114                |
| Le Leslay             | 22126      | Leslayens            | 5,01             | 154 (2022)                        | 31                 |
| La Méaugon            | 22144      | Méaugonnais          | 6,78             | 1 326 (2022)                      | 196                |
| Plaine-Haute          | 22170      | Plénaltais           | 15,29            | 1 705 (2022)                      | 112                |
| Plaintel              | 22171      | Plaintelais          | 26,76            | 4 571 (2022)                      | 171                |
| Plédran               | 22176      | Plédranais           | 34,71            | 6 909 (2022)                      | 199                |
| Plérin                | 22187      | Plérinais            | 27,72            | 14 527 (2022)                     | 524                |
| Plœuc-L'Hermitage     | 22203      |                      | 82,27            | 4 117 (2022)                      | 50                 |
| Ploufragan            | 22215      | Ploufraganais        | 27,06            | 11 347 (2022)                     | 419                |
| Plourhan              | 22232      | Plourhannais         | 17,24            | 2 137 (2022)                      | 124                |
| Pordic                | 22251      | Pordicais            | 33,63            | 7 393 (2022)                      | 220                |
| Quintin               | 22262      | Quintinais           | 3,12             | 2 743 (2022)                      | 879                |
| Saint-Bihy            | 22276      | Bihicois             | 8,22             | 261 (2022)                        | 32                 |
| Saint-Brandan         | 22277      | Brandanais           | 25,16            | 2 285 (2022)                      | 91                 |
| Saint-Carreuc         | 22281      | Carreucois           | 12,69            | 1 554 (2022)                      | 122                |
| Saint-Donan           | 22287      | Donanais             | 22,92            | 1 467 (2022)                      | 64                 |
| Saint-Gildas          | 22291      | Gildasiens           | 15,54            | 242 (2022)                        | 16                 |
| Saint-Julien          | 22307      | Julianais            | 5,69             | 2 072 (2022)                      | 364                |
| Saint-Quay-Portrieux  | 22325      | Quinocéens           | 3,87             | 3 253 (2022)                      | 841                |
| Trégueux              | 22360      | Trégueusiens         | 14,57            | 8 462 (2022)                      | 581                |
| Trémuson              | 22372      | Trémusonnais         | 6,31             | 2 238 (2022)                      | 355                |
| Tréveneuc             | 22377      | Tréveneucois         | 6,65             | 813 (2022)                        | 122                |
| Le Vieux-Bourg        | 22386      | Vieux-Bourgeois      | 25,13            | 760 (2022)                        | 30                 |
| Yffiniac              | 22389      | Yffiniacais          | 17,44            | 4 980 (2022)                      | 286                |

### Démographie
| 1968    | 1975    | 1982    | 1990    | 1999    | 2006    | 2011    | 2016    | 2022    |
| ------- | ------- | ------- | ------- | ------- | ------- | ------- | ------- | ------- |
| 109 431 | 123 274 | 129 652 | 132 310 | 137 001 | 144 296 | 150 100 | 151 517 | 154 023 |

## Administration

### Siège
Le siège de la communauté d'agglomération est situé à Saint-Brieuc.

### Conseil communautaire
Le conseil communautaire de la communauté de communes se compose de 80 conseillers, élus pour une durée de six ans.
Ils sont répartis comme suit :
| Nombre de conseillers | Communes                                       |
| --------------------- | ---------------------------------------------- |
| 23                    | Saint-Brieuc                                   |
| 7                     | Plérin                                         |
| 5                     | Ploufragan                                     |
| 4                     | Langueux, Trégueux                             |
| 3                     | Binic-Étables-sur-Mer, Plédran, Pordic         |
| 2                     | Hillion, Plaintel, Plœuc-L'Hermitage, Yffiniac |
| 1 (+1 suppléant)      | les 20 autres communes                         |

### Élus
La communauté d'agglomération est administrée par son conseil communautaire constitué en 2020 de 80 conseillers communautaires, qui sont des conseillers municipaux représentant chacune des communes membres.
À la suite des élections municipales de 2020 dans les Côtes-d'Armor, le conseil communautaire du 16 juillet 2020 a élu son président, Ronan Kerdraon, maire de Plérin, ainsi que ses 15 vice-présidents.
Le bureau est remanié le 8 septembre 2022 après l'élection du maire d'Hillion, Mickaël Cosson, comme député de la 1re circonscription puis le 19 octobre 2023, à la suite de la démission de Loïc Raoult, premier édile de Plourhan.
|     | Attributions | Identité                 | Qualité                               |
| --- | --- | ------------------------ | ------------------------------------- |
| 1re | Habitat, logement, politique de la ville et CISPD                                                                | Sylvie Guignard          | Adjointe au maire de Langueux         |
| 2e  | Économie, industrie, commerce, artisanat, zones d'activités économiques et Palais des Congrès                    | Hervé Guihard            | Maire de Saint-Brieuc                 |
| 3e  | Rayonnement culturel et développement sportif, développement et structuration du nautisme, événementiel nautique | Christine Métois-Le Bras | Maire de Trégueux                     |
| 4e  | Collecte, traitement et valorisation des déchets                                                                 | Rémy Moulin              | Maire de Ploufragan                   |
| 5e  | Mobilités, plan de déplacements urbains et voirie d’intérêt communautaire                                        | Blandine Claessens       | 1re adjointe au maire de Saint-Brieuc |
| 6e  | Agriculture et transition alimentaire                                                                            | Pascal Prido             | Maire du Fœil                         |
| 7e  | Développement touristique, stratégie maritime et attractivité du territoire, communication                       | Denis Hamayon            | Maire d'Yffiniac                      |
| 8e  | Ressources humaines, finances, pacte financier et fiscal, politiques contractuelles                              | Vincent Alleno           | Maire de Plaintel                     |
| 9e  | Politiques européennes et suivi des fonds européens                                                              | Thibaut Guignard         | Maire de Plœuc-L'Hermitage            |
| 10e | Politique de l'énergie et transition écologique, PCAET, Réserve de la baie et Natura 2000                        | Jean-Marc Labbé          | Maire de La Méaugon                   |
| 11e | Cohésion sociale, famille et santé                                                                               | Thierry Simelière        | Maire de Saint-Quay-Portrieux         |
| 12e | Politiques de l'eau et de l'assainissement, gestion des milieux aquatiques                                       | Gérard Le Gall           | Conseiller municipal de Trémuson      |
| 13e | Recherche, innovation, Zoopôle et enseignement supérieur                                                         | Bertrand Faure           | Conseiller municipal de Plédran       |
| 14e | Risques majeurs et prévention des inondations                                                                    | Jean-Paul Hamon          | 1er adjoint au maire de Quintin       |
| 15e | Planification, urbanisme réglementaire et opérationnel, aménagement des espaces                                  | Joël Le Borgne           | Adjoint au maire de Saint-Julien      |

### Groupes politiques
| Parti                                                     | Président | Président        | Élus |
| --------------------------------------------------------- | --------- | ---------------- | ---- |
| Majorité (56 sièges)                                      |           |                  |      |
| Groupe des élus socialistes, écologistes et divers gauche |           | Joël Le Borgne   | -    |
| Groupe des élu.e.s EELV - Gauche citoyenne - UDB          |           | Pascale Gallerne | 7    |
| Groupe des élu.e.s communistes et apparenté.e.s           |           | Bruno Beuzit     | -    |
| Opposition (21 sièges)                                    |           |                  |      |
| Groupe Équilibres & Territoires                           |           | Stéphane Briend  | 13   |
| Groupe Terres & Mer                                       |           | Sylvie Guignard  | 8    |
| Non-inscrits (3 sièges)                                   |           |                  |      |

### Présidence
| Période         | Période         | Identité             | Étiquette | Qualité                                                                                              |
| --------------- | --------------- | -------------------- | --------- | --- |
| 7 janvier 2017  | 12 juillet 2017 | Bruno Joncour        | MoDem     | Maire de Saint-Brieuc (2001 → 2017) Député de la 1re circonscription des Côtes-d'Armor (2017 → 2022) |
| 12 juillet 2017 | 16 juillet 2020 | Marie-Claire Diouron | UDI       | Maire de Saint-Brieuc (2017 → 2020)                                                                  |
| 16 juillet 2020 | En cours        | Ronan Kerdraon       | PS        | Maire de Plérin (2008 → ) Sénateur des Côtes-d'Armor (2010 → 2014)                                   |

### Régime fiscal et budget
Le régime fiscal de la communauté d'agglomération est la fiscalité professionnelle unique (FPU).